# Новини (Березинський район)
Новини (біл. вёска Навіны) — село в складі Березинського району Мінської області, Білорусь. Село підпорядковане Поплавській сільській раді, розташоване в східній частині області.